# Spilogona hypopygialis
Spilogona hypopygialis är en tvåvingeart som beskrevs av Huckett 1965. Spilogona hypopygialis ingår i släktet Spilogona och familjen husflugor. Inga underarter finns listade i Catalogue of Life.